# Philoros opaca
Philoros opaca är en fjärilsart som beskrevs av Jean Baptiste Boisduval 1870. Philoros opaca ingår i släktet Philoros och familjen björnspinnare. Inga underarter finns listade i Catalogue of Life.